# Уния труда
«Уния труда» (пол. Unia Pracy, UP, дословный перевод — «Союз труда») — польская социал-демократическая прогрессивная политическая партия.

## История
Партия возникла 7 июня 1992 года в результате соединения трёх группировок: «Солидарность труда» Рышарда Бугая, Демократическое социальное движение Збигнева Буяка — которые происходили из прежней «Солидарности», Великопольская социал-демократическая уния Веславы Зюлковской — которая была продолжением Польской социал-демократической унии Тадеуша Фишбаха, возникшей из реформаторской фракции ПОРП.
Лучший самостоятельный результат на выборах показала в 1993 году — 7,28 % голосов и 41 депутат в Сейме. Однако на следующих выборах 1997 года не преодолела избирательный барьер, получив 4,7 % голосов. В итоге, на выборах 2001 года кооперировалась с политическими наследниками ПОРП из Союза демократических левых сил, сближение с которыми спровоцировало раскол в партии.

## Руководители партии
- Рышард Бугай, 1992—1997;
- Александр Малаховский, 1997—1998;
- Марек Поль, 1998—2004;
- Изабела Яруга-Новацкая, 2004—2005;
- Анджей Спыхальский, 2005—2006;
- Вальдемар Витковский, с 2006.